# Ivan Pravov
Ivan Konstantinovitch Pravov (en russe : Иван Константинович Правов), né le 4 novembre 1899 à Voronej (Empire russe) et mort le 11 mai 1971 à Moscou (Russie), est un réalisateur et un scénariste soviétique de films.
De 1927 à 1941, avec la réalisatrice Olga Preobrajenskaïa, ensemble, ils ont réalisé et écrit les scénarios des films Ania (ru) en 1927, La Ville lumineuse en 1928, Le Don paisible en 1930 et Stepan Razine en 1939. Ils se sont retrouvés également pour diriger la réalisation des films Le Village du péché en 1927, La Dernière Attraction en 1929, Une seule joie (ru) en 1933, Les Sentiers de l'ennemi en 1935 et Un gars de la taïga (ru) en 1941.
Décédé le 11 mai 1971 à Moscou, il est inhumé au cimetière Vostriakovo site n° 131.

## Filmographie

### Réalisateur
- 1927 : Ania
- 1927 : Le Village du péché
- 1928 : La Ville lumineuse
- 1929 : La Dernière Attraction
- 1930 : Le Don paisible
- 1933 : Une seule joie
- 1935 : Les Sentiers de l'ennemi
- 1939 : Stepan Razine
- 1941 : Un gars de la taïga
- 1947 : Diamants
- 1957 : Sous l'emprise de l'or (en russe : Во власти золота)
- 1960 : Une ligne (en russe : Одна строка)
- 1962 : Réaction en chaîne (en russe : Цепная реакция)
- 1964 : Trésors de la République
- 1966 : Le Cadeau (court métrage)

### Scénariste
- 1927 : Ania
- 1928 : La Ville lumineuse
- 1930 : Le Don paisible
- 1935 : Les Sentiers de l'ennemi
- 1939 : Stepan Razine
- 1957 : Sous l'emprise de l'or (en russe : Во власти золота)